# Kalvvatnet
El Kalvvatnet (en sami meridional: Gaejsienjaevrie) és un llac de Noruega, situat entre els municipis de Namsskogan (Nord-Trøndelag) i Bindal (Nordland). Se situa a 741 metres sobre el nivell del mar, i cobreix una superfície de 2,65 km² amb 16,05 km de riba. La major part del llac se situa a Bindal, a 15 quilòmetres al nord-oest del poble de Namsskogan.